# Brudakullen
Brudakullen är en åsformation med barrskog och kuperad terräng i Norrahammar. Kullen har fått sitt namn efter att ett brudpar blivit "Bergtaget" det vill säga bortrövade av troll, enligt boken "Ortsnamnen i Tabergs bergslag" från år 1929 och utgiven av Tabergs bergslags hembygdsförening.